# Geotop
Geotop je základní geologická jednotka, která může být zároveň i biotopem (tzn. může být osídlena organismy) a zároveň je vědecky i geoturisticky významnou lokalitou. Příkladem může být jeskyně, vulkanický kráter, bludný balvan, skalní výchoz a další. Na zpřístupňování a popularizaci geotopů se v České republice podílejí tzv. národní geoparky pod patronací Ministerstva životního prostředí ČR.